# Vinařice (district de Beroun)
Pour les articles homonymes, voir Vinařice.
Vinařice (en allemand : Winarschitz) est une commune du district de Beroun, dans la région de Bohême-Centrale, en Tchéquie. Sa population s'élevait à 100 habitants en 2020.

## Géographie
Vinařice se trouve à 9 km au sud de Beroun et à 32 km au sud-ouest de Prague.
La commune est limitée par Měňany au nord, par Liteň et Nesvačily à l'est, par Všeradice au sud, et par Bykoš et Suchomasty à l'ouest.

## Histoire
La première mention écrite de la localité date de 1170.